# Procydrela procursor
Espèce
Procydrela procursor est une espèce d'araignées aranéomorphes de la famille des Zodariidae.

## Distribution
Cette espèce est endémique du Cap-Occidental en Afrique du Sud,. Elle se rencontre vers Sedgefield et Cape Agulhas.

## Publication originale
- Jocqué, 1999 : The new genera Procydrela and Rotundrela, sister taxa for Storenomorphinae and Cydrelinae (Araneae: Zodariidae). Insect Systematics & Evolution, vol. 30, no 2, p. 225-240.